# Juan Acedo y Rico
Juan Acedo y Rico, conde de la Cañada, fue un escritor español.

## Biografía
Nació en la villa de Acebo en 1760. Estudió leyes en Salamanca y desempeñó altos cargos públicos en Madrid. Escribió varios libros, en su mayoría memorias e informes sobre cuestiones relevantes. Destacan los siguientes escritos:
- Juicios civiles y recursos de fuerza (1764);
- Exposición del Breve en que N. M. S. P. Pío VI concedió al Señor Don Carlos III y a sus sucesores facultad de percibir alguna parte de las rentas eclesiásticas para emplearlas en los piadosos fines propuestos por S. M. (1792); e
- Instituciones prácticas de los juicios civiles, así ordinarios como extraordinarios, en todos sus trámites, segun que se empiezan, continúan y acaban en los tribunales reales (1794).